# NGC 621
NGC 621 ist eine linsenförmige Galaxie im Sternbild Dreieck am nördlichen Fixsternhimmel, welche etwa 237 Millionen Lichtjahre von der Milchstraße entfernt ist.
Das Objekt wurde am 24. November 1883 von dem französischen Astronomen Édouard Jean-Marie Stephan entdeckt.